# Clayton De Sousa
Clayton De Sousa Moreira est un footballeur luxembourgeois, d'origine capverdienne, né le 24 février 1988.
Il évolue au poste de défenseur. Actuellement il joue pour son club formateur, la Jeunesse d'Esch en FORTIS League (1re division au Luxembourg). 
Après avoir connu les sélections de jeunes, notamment aux côtés de Miralem Pjanić et Joel Kitenge, il intègre l'équipe nationale A en 2006 et dispute son premier match contre l'Allemagne le 27 mai 2006.
En août 2007, il est victime d'une fracture tibia-péroné avec des complications ligamentaires lors d'un match de championnat, ce qui le rend indisponible durant la majorité de la saison 2007-2008.

## Palmarès
- Championnat du Luxembourg : 2016 et 2017
- Coupe du Luxembourg : 2013, 2016 et 2017